# Guerre sous-marine

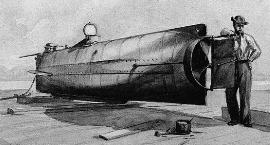
NH 999 Sous-marin confédéré H.L. Hunley (1863-1864) Dessin à l'encre sépia par R.G. Skerrett, 1902, d'après une peinture alors détenue par le Musée de la Société littéraire commémorative de la Confédération, Richmond, Virginie. Courtoisie de la Collection d'Art de la Marine, Washington, DC. Photographie du Centre Historique Naval des États-Unis.

Le terme guerre sous-marine qualifie les opérations militaires menées par des sous-marins.

## Atouts du sous-marin
Le sous-marin d'attaque bénéficie d'avantages tactiques considérables :
- la discrétion qui lui permet d'être le seul à pouvoir pénétrer dans une zone contrôlée par l'adversaire ;
- le préavis, car il est généralement prévenu de la présence d'unités adverses bien avant que celles-ci ne puissent le détecter ;
- la puissance de frappe des torpilles et des missiles à changement de milieu.

Les sous-marins agissent le plus souvent de manière indépendante car la coopération avec d'autres unités est peu compatible avec la discrétion qui constitue leur atout principal.
Parvenu à la conclusion de son essai sur la guerre navale titré The Price of Admiralty, l'historien militaire John Keegan pressent que la plupart des rôles tenus par des bâtiments de surface seront à terme remplacés par des sous-marins tenant les mêmes attributions, dans la mesure où ce seront les seules unités navales capables de se soustraire aux moyens de détection toujours affinés (satellites spatiaux, avions radars, etc.) qui seraient appliqués en cas de conflit généralisé dans lequel tout l'arsenal serait déployé.

## Types d'opérations sous-marines
Les sous-marins d'attaque peuvent recevoir trois types de missions :

### Opérations offensives
- contre le trafic marchand de l'adversaire dans une stratégie de blocus naval, stratégie employée par les Allemands au cours des deux guerres mondiales autour des îles britanniques et par les Américains, pendant la Seconde Guerre mondiale dans le Pacifique contre les Japonais ;
- contre les forces navales ennemies. C'est ainsi que pendant la guerre froide, les soviétiques déployaient des sous-marins d'attaque en Atlantique nord pour s'opposer le cas échéant aux groupes aéronavals de l'OTAN.
- écoute de câbles de transmission de données, ou leur destruction.
- destruction de câbles de transport d'énergie, gaz, pétrole ou électricité.

### Opérations défensives
Les sous-marins sont disposés dans des secteurs qui constituent des barrages au large de côtes amies, de détroits que l'adversaire doit emprunter ou pour protéger une zone d'opération. C'est ainsi que les sous-marins alliés avaient été disposés aux entrées de la Manche en protection du débarquement de Normandie. Si la menace sous-marine est particulièrement forte, elle peut interdire à une flotte de surface d'accéder à une zone ou de sortir du port (stratégie d'interdiction), comme l'ont montré les forces sous-marines britanniques pendant la guerre des Malouines avec le torpillage du croiseur argentin ARA General Belgrano, protégeant ainsi leur zone d'opération.
Ils peuvent également être déployés dans des zones en avant d'une force navale pour la protection de celle-ci contre les sous-marins et pour participer à son recueil d'information.

### Opérations spéciales
Débarquement ou récupération d'agents ou de commandos en zone hostile, surveillance et reconnaissance de côtes ennemies, mouillage de mines en zone contrôlée par l'adversaire.